# Automeris larra
Automeris larra este o specie de molie din familia Saturniidae. Este răspândită în America de Sud, incluzând Brazilia, Guiana Franceză, Venezuela, Columbia, Peru, Bolivia și Ecuador.

## Subspecii
- Automeris larra larra
- Automeris larra eitschbergeri (Peru, Ecuador)